# Yoel Zussman
Yoel Zussman également orthographié Yoel Sussman (hébreu : יואל זוסמן ; 24 octobre 1910 - 2 mars 1982) est un juriste israélien et le quatrième président de la Cour suprême d'Israël, de 1976 à 1980.

## Biographie
Sussman est né en 1910 à Cracovie, en Autriche-Hongrie (aujourd'hui en Pologne). Il obtient son LLB de l'Université de Londres et son doctorat de l'Université de Heidelberg. Il immigre dans le mandat britannique de Palestine en 1934. Il est certifié comme avocat et est procureur en chef des Forces de défense israéliennes. En 1951, il est nommé à la Cour suprême et en est le vice-président pendant plusieurs périodes jusqu'en 1953.
En 1965, lors des audiences de la Cour suprême sur l'affaire d'appel électorale Ya'akov Yardor contre le Comité électoral central pour la sixième Knesset, connue sous le nom de pétition El-Ard, Sussman invente la définition d'Israël comme une « Démocratie combative », qui est adoptée par la Cour. La Cour suprême confirme l'interdiction d' El-Ard une liste arabe radicale,qui se présente aux élections de la sixième Knesset. Sussman, prenant comme précédent la décision de la Cour suprême d'Allemagne de l'Ouest, déclare qu'il existe des considérations supraconstitutionnelles issues du droit naturel, qui peuvent être supérieures à toute législation.
En 1976, il succède à Shimon Agranat à la présidence de la Cour suprême. Il prend sa retraite en 1980 et est remplacé par Moshe Landau. Il est l'auteur de plusieurs ouvrages sur les lois relatives aux projets de loi et sur l'arbitrage. Il est décédé en 1982.
En 1975, Sussman reçoit le prix Israël en jurisprudence.